# 王重陽 (金庸)
王重陽是金庸武俠小說《射鵰英雄傳》和《神鵰俠侶》中人物，武林傳奇人物，全真教创教祖师，全真七子的師傅，老頑童周伯通的師兄，為金庸小說中武功絕頂的高手之一。在《射鵰英雄傳》故事開始前已去世。曾與古墓派創始人林朝英有段苦戀。為天下五絕之首「中神通」。王重陽身材甚高，腰懸長劍，風姿颯爽，英氣勃勃，飄逸絕倫。

## 人物
王重陽是一个独步武林的奇才，武功造詣深不可測，修為已經達到出神入化的地步，其武功之高技壓其他四絕（東邪、南帝、西毒、北丐），在華山論劍名列天下五絕之前，只有古墓派開山祖師林朝英可與之匹敵。是「老頑童」周伯通的師兄，「全真七子」的師父。
他是一个抗金保宋的义士，他组义师、抗金兵，不遗余力，甚至在抗金之前，动用数千人力，历时数年建成活死人墓，在其中暗藏器甲粮草，作为起事之根本，虽然义举失败，却仍能激荡人心，由於將士傷亡殆盡，王重陽憤而出家，自稱『活死人』，接連幾年，住在本山的一個古墓之中，不肯出墓門一步，意思是雖生猶死，不願與金賊共居於青天之下。
事隔多年，王重陽生平勁敵林朝英用計激他出墓，二人經此一場變故，化敵為友，攜手同闖江湖。
林朝英曾經和王重阳打賭，在石頭上刻幾個字勝過王重阳，逼使他在出家为道士与跟她一起在古墓中长相厮守之间作一选择。但即使這樣，林朝英也无法如愿以償，王重阳宁愿把自己所建的古墓让给她居住，自己另在古墓不远处盖了全真观，出家为道士，那就是重陽宮的前身，其時黃藥師上終南來訪，王重阳知他極富智計便說起此事，黃藥師點破此事，原來林朝英的左手掌心中藏著一大塊化石丹，將石面化軟，在一柱香的時刻之內，石面不致變硬。
王重陽初為道士，心中甚是不忿，但道書讀得多了，終於大徹大悟，知道一切全是緣法，又參透清淨虛無的妙詣，乃苦心潛修，光大全真派。
在华山论剑中，王重陽憑道家的絕頂神功「先天功」技压丐幫幫主九指神丐洪七公、桃花島主黄药师、白駝山莊主欧阳锋和大理宣宗功極帝段智兴，夺得“天下第一”的称号，抢到武林奇书《九阴真经》。
他是一个智义双绝的英雄，他取得《九阴真经》，不是为了称霸武林，而是为了解救普天下的豪杰，让江湖远离腥风血雨，他智慧超群，即便是不久于人世，也能安排一场假死伤人的戏，使出含有「先天功」的「一陽指」，击退欧阳锋並破去其蛤蟆功，最后油尽灯枯，溘然长逝。

## 武功
一陽指
大理段氏家傳的絕技，乃是一門極上乘的點穴功夫，天下少有其匹。
先天功
道家最絕頂武學，是全真教至高無上之鎮教神功；呼吸煉氣之法，修煉至極處可返後天為先天，無為而作，奪天地之精華，能吸取天地自然的力量，聚先天三寶元氣、元神、元精合於一身，煉虛合道，無窮無盡，激發出無窮無盡的潛能。其師弟老頑童周伯通與其徒弟全真七子均沒得傳，僅用此技與南帝段智興交換一陽指 
金雁功
天下絕頂輕功；可靠少許落點借力，凌空直上三丈，任憑空中轉折自如；可谓惊世骇俗、无与伦比。
全真劍法
變化精微，穩重端嚴。
重陽劍法
全真教嫡傳劍法。
一氣化三清
全真派上乘劍術，連刺二九一十八劍，每一劍都是一分為三，刺出時只有一招，手腕抖處，劍招卻分而為三。
三花聚頂掌
全真派最厲害的掌法，精妙凌厲。(第三版改稱履霜破冰掌法)
同歸劍法
本意是為了對付那個大對頭(歐陽鋒)而創，只盼全力殺死或牺犧牲的一兩人與之同歸於盡，因而保全了一眾同門，每一招都是猛攻敵人要害，招招狠，劍劍辣，威力不可輕視，丘處機曾用此劍法攻擊江南七怪。
天罡北斗陣
王重陽替全真七子新創的陣法，全真教中最上乘的玄門武功，全真七子按北斗七星座落的方位，集體御敵的陣法迎敵時只出一掌，另一掌卻搭在身旁之人身上，敵人來攻時，正面首當其衝者不用出力招架，卻由身旁道侶側擊反攻，猶如一人身兼數人功力，的確威不可當。
以北斗七星運轉為原理，可聯手對抗四絕等級的高手，陣法和九陰真經的北斗大法相呼應，乃道家至高之學。全真七子布陣時馬鈺位當天樞，譚處端位當天璇，劉處玄位當天璣，丘處機位當天權，四人組成斗魁；王處一位當玉衡，郝大通位當開陽，孫不二位當搖光，三人組成斗柄。北斗七星中以天權光度最暗，卻是居魁柄相接之處，最是衝要，因此由七子中武功最強的丘處機承當，斗柄中以玉衡為主，由武功次強的王處一承當。
天罡北斗陣可將七人之力合而為一，王重陽昔年曾為此陣花過無數心血。小則以之聯手搏擊，化而為大，可用於戰陣。敵人來攻時，正面首當其衝者不用出力招架，卻由身旁道侶側擊反攻，猶如一人身兼數人武功，確是威不可當。七子卻是以靜制動，盤膝而坐，擊首則尾應，擊尾則首應，擊腰則首尾皆應，牢牢的將敵人困在陣中。
但天罡北斗陣的缺陷就在「北極星位」，一旦位置被佔，反而七人都是門戶洞開，互相不能聯防，每人都暴於敵人攻勢之下。因為北斗星宿中「天樞」「天璇」兩星聯一直線，向北伸展，即遇北極星。此星永居正北，北斗七星每晚環之而轉。只須搶到北極星的方位，北斗陣散了便罷，否則更能坐鎮中央，帶動陣法，那時以逸待勞，自是立於不敗之地。周伯通亦懂，但沒有使用， 與九陰真經的北斗大法相近。

## 相關人物
- 相幕：林朝英
- 師弟：周伯通（实为徒弟）
- 徒弟：全真七子
- 东邪：黄药师
- 西毒：欧阳锋
- 南帝：段智兴
- 北丐：洪七公

## 影视形象

### 劇集
《射鵰英雄傳》：
- 鲍汉琳：香港佳藝電視《射鵰英雄傳》（1976年）
- 李建川：香港無綫電視《射鵰英雄傳》（1983年）
- 许家荣：台灣中視《射鵰英雄傳》（1988年）
- 郑伊健：香港無綫電視《中神通王重阳》（1992年）
- 江漢：香港無綫電視《射鵰英雄傳之九陰真經》（1993年）
- 张英才：香港無綫電視《射鵰英雄傳之南帝北丐》（1994年）
- 郭德信：香港無綫電視《射鵰英雄傳》（1994年）
- 张纪中：中國慈文影視《射鵰英雄傳》（2003年）
- 姬麒麟：上海唐人公司《射鵰英雄傳》（2008年）
- 韩栋：中國華策影視、完美影視聯合出品《射鵰英雄傳》（2017年）
- 于谨维：中國企鵝影視、耀客傳媒聯合出品《金庸武侠世界》（2024年）

《神鵰俠侶》：
- 鲍汉琳：香港佳藝電視《神鵰俠侶》（1976年）
- 李龙基：香港無綫電視《神鵰俠侶》（1983年）
- 许家荣：台灣中視《神鵰俠侶》（1984年）
- 李耀敬：香港無綫電視《神鵰俠侶》（1995年）
- 郭军：中國中央電視台《神鵰俠侶》（2006年）
- 严宽：中國華夏視聽、於正工作室聯合出品《神鵰俠侶》（2014年）
- 盧易辰夫：中國芒果娛樂、盛夏星空傳媒聯合出品《新神鵰俠侶》（待播）

### 電影
- 杨业宏：《射鵰英雄傳》（1958年），香港粵語長片，峨嵋電影公司
- 钟镇涛：《射鵰英雄傳之東成西就》（1993年），學者電影公司